# Löbnitz (Meclemburgo-Pomerânia Ocidental)
Löbnitz é um município da Alemanha localizado no distrito de Pomerânia Ocidental-Rúgia, estado de Meclemburgo-Pomerânia Ocidental.
Pertence ao Amt de Barth.